# Mniobia magna
Mniobia magna är en hjuldjursart som först beskrevs av Plate 1889.  Mniobia magna ingår i släktet Mniobia och familjen Philodinidae. Arten är reproducerande i Sverige. Inga underarter finns listade i Catalogue of Life.